# Bòscsec
Bòsc Sec (en francès Bosset) és un municipi francès situat al departament de la Dordonya i a la regió de la Nova Aquitània.

## Demografia
| 1962                                       | 1968 | 1975 | 1982 | 1990 | 1999 | 2007 |
| ------------------------------------------ | ---- | ---- | ---- | ---- | ---- | ---- |
| 216                                        | 204  | 199  | 182  | 209  | 206  | 206  |
| Des de 1962: població sense dobles comptes |      |      |      |      |      |      |

## Administració
| Període   | Identitat         | Partit |
| --------- | ----------------- | ------ |
| 1982-2008 | Jean-Pierre Besse |        |
| 2008-     | Didier Gouze      | PS     |